# Перуанска сардина
Перуанските сардини (Sardinops sagax) са вид актиноптери от семейство Селдови (Clupeidae).
Те са незастрашен вид.
Таксонът е описан за пръв път от Ленард Дженинс през 1842 година.

## Подвидове
- Sardinops sagax caerulea
- Sardinops sagax caeruleus
- Sardinops sagax melanosticta
- Sardinops sagax musica
- Sardinops sagax neopilchardus
- Sardinops sagax ocellatus
- Sardinops sagax sagax